# Anthracothorax aurulentus
El mango puertorriqueño dorado, zumbador dorado de Puerto Rico o zumbador grande de Puerto Rico (Anthracothorax aurulentus) es una especie de ave apodiforme de la familia Trochilidae, perteneciente al género Anthracothorax hasta recientemente (2022) considerada una subespecie del mango antillano (Anthracothorax dominicus). Es endémico de Puerto Rico y de las Islas Vírgenes.

## Distribución y hábitat
Se distribuye ampliamente en la isla de Puerto Rico e islas adyacentes de Culebra y Culebrita y algunas pocas permanecen en las Islas Vírgenes Británicas e Islas Vírgenes de los Estados Unidos.
Esta especie es el colibrí más abundante tanto en los bosques secos como húmedos, claros y matorrales a lo largo de la costa sureña de Puerto Rico y en las colinas del norte. También puede ser encontrado en jardines suburbanos y plantaciones de café sombreadas.

## Sistemática

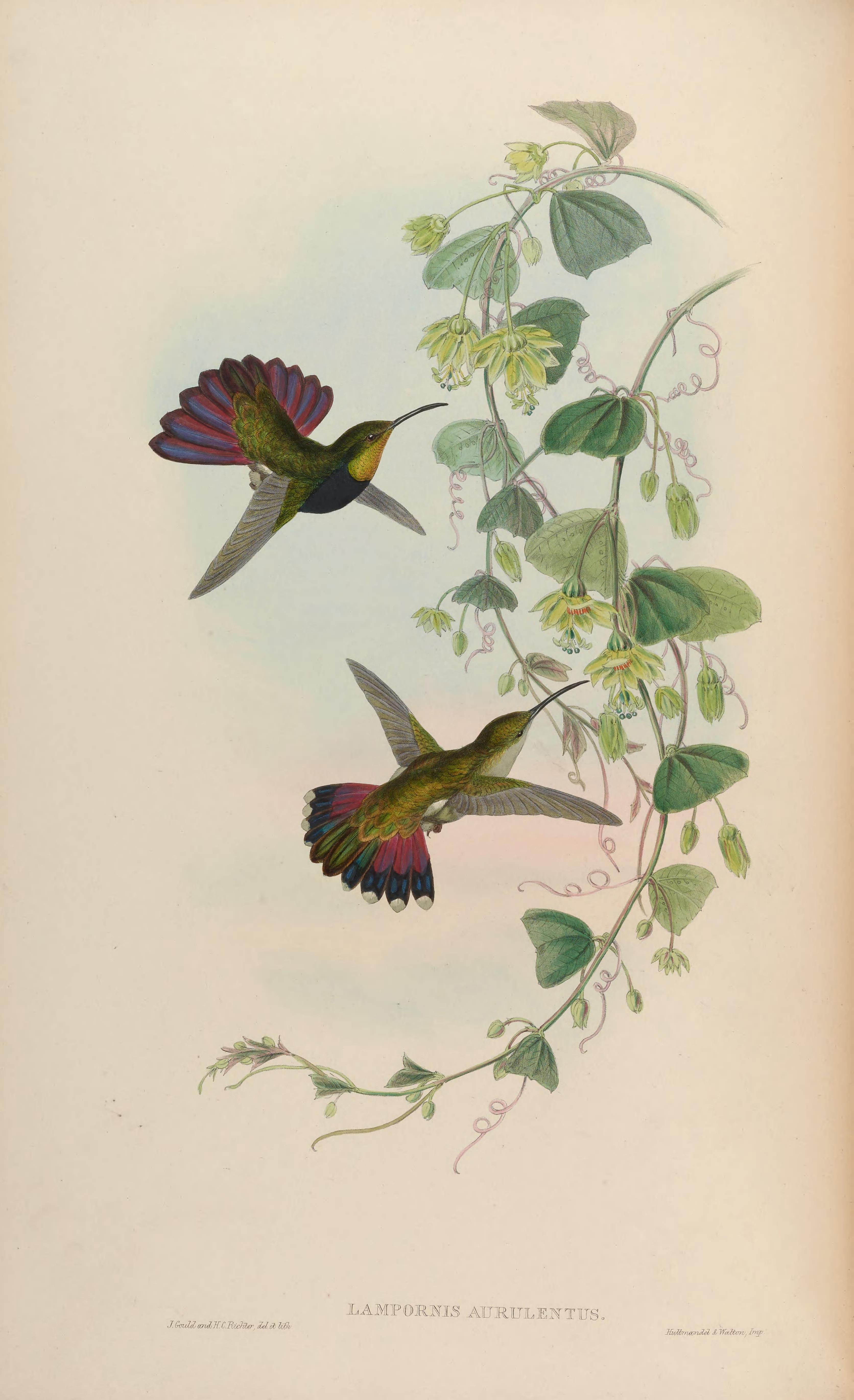
Lampornis aurulentus sinónimo de Anthracothorax aurulentus, ilustración de Gould y Richter en A monograph of the Trochilidae, or family of humming-birds vol. 2, 1861.

### Descripción original
La especie A. aurulentus fue descrita por primera vez por los naturalistas franceses Jean-Baptiste Audebert y Louis Pierre Vieillot en 1801 bajo el nombre científico Trochilus aurulentus; su localidad tipo es: «Puerto Rico».

### Etimología
El nombre genérico masculino «Anthracothorax» se compone de las palabras del griego «anthrax» que significa ‘carbón’, y «thōrax» que significa ‘pecho’; y el nombre de la especie «aurulentus», en latín significa ‘de color de oro’, ‘dorado’.

### Taxonomía
La presente especie fue tradicionalmente tratada como una subespecie de Anthracothorax dominicus, pero las clasificaciones Aves del Mundo y Birdlife International la elevaran a especie plena con base en varias diferencias morfológicas. La separación fue validada por el Comité de Clasificación de Norte y Mesoamérica (N&MACC) en la Propuesta 2022-C-4, y seguida por las principales clasificaciones.
Las diferencias apuntadas para justificar la separación son: en el macho de la presente el color azul-negro no cubre completamente las partes inferiores debajo de la garganta pero apenas el pecho al medio vientre, mientras los flancos son verdes y el resto de las partes inferiores más bajas son gris pardusco oscuro; las rectrices centrales son verde bronceado y no azul negruzco brillante; en la hembra, la cola externa es gris pardusco apagado, volviéndose más oscura en las puntas subterminales, y con puntas blancas, y no rufo violáceo, que cortan abruptamente para subterminales negruzcas y puntas blancas; el tamaño también es significativamente menor a pesar de que los picos son virtualmente idénticos. Es monotípica.